# پایگاه نیروی هوایی ماینت
پایگاه نیروی هوایی ماینت (به انگلیسی: Minot Air Force Base) یک فرودگاه است . این فرودگاه در کشور ایالات متحده آمریکا قرار دارد که جمعیت آن در سرشماری سال ۲۰۱۰ میلادی، ۵٬۵۲۱ نفر بوده‌است.